# ميخائيل كوبر (مصور)
ميخائيل كوبر (بالإنجليزية: Michael Cooper)‏ هو مصور بريطاني، ولد في 1941 في المملكة المتحدة، وتوفي في 1973 بسبب جرعة زائدة.